# Oncorhinus
Oncorhinus är ett släkte av skalbaggar. Oncorhinus ingår i familjen vivlar.
Kladogram enligt Catalogue of Life:
| Oncorhinus | \| \| Oncorhinus scabricollis \| \| \| \| |
|            | \| \| Oncorhinus scabricollis \| \| \| \| |
|            | Oncorhinus scabricollis                   |
|            |                                           |